# Conclusion of an Age
Conclusion of an Age ist eine fünfköpfige, deutsche Alternative-Rock-Band aus Rothenburg ob der Tauber in Bayern.

## Geschichte
Conclusion of an Age wurde im Jahr 2014 gegründet und besteht aus den fünf Musikern Kevin Di Prima (Gesang), Julian Kaiser (Rhythmus-Gitarre), Michael Kaiser (Lead-Gitarre), Micha Mangold (Bass) und Philip Deuer (Schlagzeug). Der Name der Gruppe ist eine Hommage an das gleichnamige Album der britischen Thrash-Metal-Band Sylosis, die neben anderen Bands wie Avenged Sevenfold oder Trivium maßgeblich die Entstehung und die Stilrichtung erster Werke der Band beeinflusste.
Ihren ersten Auftritt hatte die Band 2015 bei der NN-Rockbühne in Nürnberg, wo sie ihren späteren Produzenten Timon Seidl (u. a. Visionatica, Rawkfist) aus dem Redaudio-Studio in Herzogenaurach kennenlernten. Kurz darauf, im November 2015, begann die Vorproduktion und schließlich Januar 2016 die Hauptaufnahmen ihres Debütalbums Captains and Kings welches im Gate Studio von Miro Rodenberg (Edguy, Kamelot, Brainstorm) gemastert und am 21. Juli 2017 über Dr. Music Records veröffentlicht wurde.
Vor dem Release ihres Debütalbums erschien am 8. Juli 2016 das Lied Days Turn into Night inklusive Musikvideo als erste Singleauskopplung auf Youtube. Mit diesem Song gewann die Band beim Metal Hammer Paradise Contest 2016 und damit einen Auftritt auf dem Metal Hammer Paradise Festival 2016.
Nach der Veröffentlichung ihres Debütalbums begann für die Band 2017 die eigens organisierte Tyranny Falls Tour, bei der sie in ganz Deutschland, unter anderem auf dem Metalacker Tennenbronn 2017 und dem Taubertal-Festival 2018 auftraten.
Seitdem will sich die Band von ihrem Debütalbum abheben. 2020 erschien mit Empire Of Clouds die erste Single außerhalb ihres Debütalbums, 2021 erschien die gleichnamige EP auf der 3 weitere Songs plus Instrumentals veröffentlicht wurden.

## Stil
Der Stil der Band auf dem Album Captains and Kings lässt sich dem Genre Heavy Metal beziehungsweise Melodic Metal zuordnen. Maßgebend sind hier die melodischen und auf sich aufbauenden Gitarrenparts der beiden Gitarristen Julian und Michael Kaiser. Diese oft schnellen und harten musikalischen Parts bilden einen Kontrast zu Kevin Di Primas klarer und hoher Gesangsstimme.
Mit ihrem Release der Single Empire Of Clouds von 2020 hat die Band einen klaren Stilbruch im Vergleich zu früheren Werken vollzogen. Die Band bezeichnet den Song als das Ergebnis eines monatelangen Findungsprozesses und den Start einer neuen musikalischen Reise, die gerade erst begonnen hat. Der Unterschied zu früheren Werken ist zum einen der erhöhte Einsatz von Synthesizern und Effekten, minimalistischere Instrumentalparts, sowie eine präsentere Gesangsstimme.

## Diskografie

### Alben
- 2017: Captains and Kings (Dr. Music Records)
- 2021: Empire Of Clouds

### Singles
- 2016: Days Turn into Night
- 2017: Tyranny Falls
- 2018: Surrounded by Enemies
- 2020: Empire of Clouds
- 2020: Black Door
- 2020: A New Foundation

## Auszeichnungen
- 2016: Sieger beim Metal Hammer Paradise Contest[6]